# 431 Nephele
431 Nephele è un asteroide della fascia principale del diametro medio di circa 95,03 km. Scoperto nel 1897, presenta un'orbita caratterizzata da un semiasse maggiore pari a 3,1353325 UA e da un'eccentricità di 0,1724535, inclinata di 1,82731° rispetto all'eclittica.
Il suo nome è dedicato a Nefele, nella mitologia greca, figlia di Zeus e prima moglie di Atamante, re di Tebe, da cui ebbe i figli Frisso ed Elle.